# Ultimate Guitar
Ultimate Guitar — музичний вебсайт, один з найбільших каталогів гітарних табулатур, заснований 1998 року.
Сайт Ultimate Guitar було засновано 1998 року. Його засновником став підліток Євген Найдьонов, який навчався в Калінінграді та під час літніх канікул вирішив зробити власну домашню сторінку. Опублікувавши на ній табулатури пісень Guns N' Roses, він зрозумів, що це привернуло увагу відвідувачів, тому Найдьонов зосередився на подальшому розвитку проєкту. Сайт отримав назву Zappp's Guitar Archive, спочатку підтримував лише російську, але вже 1999 року був написаний двома мовами.
Починаючи з середини 2000-х років проєкт Ultimate Guitar став відомим широкому загалу гітаристів. 2006 року кількість щомісячних відвідувачів сайту становила 1,4 млн. Станом на 2016 рок проєкт мав понад 11 мільйонів зареєстрованих користувачів, та входив до 500 найвідвідуваніших сайтів в США. Серед його користувачів були не лише аматорські музиканти, але й професійні виконавці, серед яких Дейв Мастейн та Девід Еллефсон (Megadeth), Марк Тремонті (Creed), Браян Мей (Queen). На сайті працювало 40 співробітників, які підтримували його функціональність та наповнювали сайт контентом, не тільки табулатурами, але й новинами та музичними оглядами. За словами засновника сайту, щорічний дохід проєкту складав «декілька мільйонів доларів».